# Amorosa Soledad
Pour plus de détails, voir Fiche technique et Distribution.
Amorosa Soledad est un film argentin réalisé par Martín Carranza et Victoria Galardi en 2008 avec Inés Efron.

## Synopsis
Après s'être séparé de son copain, Soledad a peur de s'engager à nouveau et de terminer déçue. Et sa vie ne va pas en être simplifiée !

## Fiche technique
- Titre original : Amorosa soledad
- Titre américain : Lovely Loneliness
- Réalisation : Martín Carranza et Victoria Galardi
- Scénario : Victoria Galardi
- Production : Natacha Cervi et Hernán Musaluppi
- Société de production : Rizoma Films
- Distribution : Pachamama Cine
- Photographie : Julián Ledesma
- Montage : Pablo Barbieri Carrera
- Musique originale : Nico Cota
- Genre : comédie dramatique
- Durée : 82 minutes
- Format : 1.85:1 - couleur - Dolby Digital
- Pays :  Argentine
- Langue : espagnol
- Date de sortie : 
  -  Argentine : 5 mars 2009
  -  France : 8 juillet 2009 (soutien à la distribution par Touscoprod.com[1])

## Distribution
- Inés Efron : Soledad
- Nicolás Pauls : Nico
- Fabián Vena : Nico
- Diego Velázquez : Javier
- Santiago Giralt : Darío

## Distinctions
- 2008 : Prix du jeune jury au Festival de Saint-Sébastien
- 2008 : Nommé au Golden India Catalina au Cartagena Film Festival